# Ovčara
Pokolj na Ovčari, odnosno pokolj u Vukovaru, bio je ratni zločin koji su počinili pripadnici JNA i srpskih paravojnih postrojba u noći s 20. na 21. studenoga 1991. godine tijekom srpske okupacije Vukovara. Tada je ubijeno između 255 i 264 civila i vojnika, uglavnom Hrvata. Većina njih su bili pacijenti vukovarske bolnice, iz koje su odvezeni u logor Ovčara te potom smaknuti u divljini. To je bio najveći pojedinačni pokolj Domovinskog rata. Među ubijenim i nestalim nalazile su se tri žene, ↓1 jedan osamdesetčetverogodišnji muškarac i šesnaestogodišnji dječak ↓2. Mlađe od pedeset godina bile su sve osim dvadeset i troje žrtava. Među ubijenima su bili francuski ratni dragovoljac Jean-Michel Nicolier i hrvatski novinar Siniša Glavašević. Na Ovčari nisu ubijeni isključivo Hrvati, već i više Srba branitelja grada, Bošnjaka, Mađara, kao i jedan Francuz i Nijemac. Među ubijenima je bio i nećak generala JNA Andrije Rašete, koji nije nosio njegovo prezime, a u bolnici je izdavao lijekove.
Ovčara je bilo ime farme 5 km istočno od grada Vukovara, danas poznate po srpskom logoru u vrijeme Domovinskog rata.

## Povijest
Ovčara je bila farma u sklopu vukovarskog poljoprivrednog kombinata VUPIK-a. U dijelu gdje su bili hangari za skladištenje, napravljen je koncentracijski logor; hangari su bili ograđeni sa svih strana i lako ih je bilo čuvati. Logor Ovčara otvoren je početkom listopada 1991. godine i kroz logor je prošlo 3000 – 4000 zatočenika. Hangari su zidani, a s prednje strane su visoka klizna vrata na kojima su i mala vrata za ulaz osoba, dok velika služe za ulaz vozila. Tu su počinjeni razni ratni zločini, jer su na par kilometara u blizini sela naseljena srpskim stanovništvom i svi uniformirani agresori došli su na Ovčaru, kao i u Velepromet da se namire za svoja stradanja u agresiji na Republiku Hrvatsku. 
Padom Vukovara, obični hrvatski civili sklonili su se u vukovarsku bolnicu te su, zajedno s tamošnjim pacijetnima, koji su nastradali od tromjesečnog granatiranja grada, vjerovali da će biti sigurno evakuirani pod nadzorom međunarodnih promatrača. Kada je srpska vojska stigla do bolnice, nastala je kaotična situacija, jer su vojnici upali u nju i bili agresivni prema ranjenicima. Srpska vojska deportirala je 400 prebivatelja bolnice u autobusima do logora Ovčara. Razulareni, pijani uniformirani pripadnici Teritorijalne obrane, JNA (pod zapovjedništvom Mile Mrkšića, Veselina Šljivančanina i drugih), četnici, šešeljevci, arkanovci i drugi činili su strahote u logoru, premlaćujući, maltretirajući i terorizirajući zarobljenike. Zarobljenici su na kraju odvedeni na strijeljanja. Dok su u hangare dolazile uniformirane osobe s bejzbolskim palicama, motkama, lancima, kundacima te neprestano udarale zatočenike, među njima je bio tadašnji gradonačelnik Vukovara, Srbin Slavko Dokmanović, koji je sudjelovao u batinanju. Dokmanović je za ova nedjela izveden pred Haaški sud.
Ne zna se kakva su bila ispitivanja, jer tko je odveden na ispitivanje nije se vratio. Ili je ubijen ili se vodi kao nestao. 
Zlostavljanju su podlegla četiri zatvorenika u samim skladištima (Kemo, Damjan, Željko i Siniša), a ostali zatočenici su u skupinama 10 do 20 osoba odvoženi do jaruge, udaljene oko 900 metara od puta Ovčara – Grabovo. Tu su 20. studenoga 1991. godine ubijeni i bačeni u masovnu grobnicu. Žrtve su bile uglavnom ranjenici i medicinsko osoblje iz vukovarske bolnice.

## Pokušaj osporavanja
Kako bi pokušale ublažiti ili prebaciti krivicu pokolja na drugu stranu, često se navodilo da su se u vukovarskoj bolnici, prije prebacivanja zarobljenika u logor, osim ranjenika skrivali i neki zdravi hrvatski vojnici. Međutim, takve su izjave ocijenjene kao pokušaj nijekanja odgovornosti i demagogije jer, iako je doista utvrđeno da su se neki neki vojnici skrivali u bolnici, to ni na koji način ne opravdavaju istrebljenje gotovo cijelog osoblja bolnice. 

## Ekshumacije i sjećanje na žrtve
Dana 22. listopada 1992. godine Tadeusz Mazowiecki, posebni izaslanik Komisije za ljudska prava Ujedinjenih naroda, objavio je u svom izvješću da je pronađeno točno mjesto masovne grobnice na Ovčari. Ekshumacija posmrtnih ostataka žrtava pokolja tada nije bila moguća zbog srpske okupacije tog područja, pa su snage UNPROFOR-a godinama do reintegracije čuvale mjesto masovne grobnice, kako bi sprječile uklanjanje dokaza o jednom od najvećih pokolja u Europi nakon Drugog svjetskog rata.
U rujnu i listopadu 1996. započele su ekshumacije iz masovne grobnice koje je trajalo 40 dana. Ekshumirano je 200 tijela, a do srpnja 2006. godine identificirane su 194 osobe, ubijene u dobi od 16 do 77 godina. 60-ak osoba se još smatra nestalima, ali je njihova sudbina izvjesna.
Hrvatska je 1996. godine objavila planove za gradnju prvog spomenika stradalima u Domovinskom ratu, i to na Ovčari. Slavomir Drinković je napravio i otkrio spomenik 29. prosinca 1998. godine, u obliku sivog obeliska s grlicom, na kojem piše:
»U spomen 200 ranjenih hrvatskih branitelja i civila iz vukovarske bolnice koji su smaknuti u velikosrpskoj agresiji na Republiku Hrvatsku.«
U blizini mjesta pokolja nalazi se Spomen dom Ovčara.
Dr. Vesna Bosanac, nekadašnja ravnateljica vukovarske bolnice, svjedočila je pred Međunarodnim sudom u Haagu o tromjesečnim neselektivnim zračnim i topničkim napadima JNA na Vukovar i samu bolnicu od 15. kolovoza do 18. studenoga 1991. godine u kojem je "praktično srušen cijeli grad", te o dramatičnoj situaciji u bolnici u čijem je podrumu u neizdrživim uvjetima pomoć pružana stotinama ranjenika i bolesnika, te brojnim civilima koji su se posljednjih dana prije pada u nju sklonili. Na upit je li bolnica izravno granatirana i s kojih položaja, dr. Bosanac je potvrdila da je "od 15. kolovoza do 18. studenoga svakodnevno na bolnicu padalo između 80 i 90 avionskih bombi, granata i drugih projektila", iako su na krovu i u dvorištu bili istaknuti veliki znakovi Crvenog križa. Potvrdila je da je bolnica granatirana s položaja JNA južno od Vukovara, te iz tenkova ukopanih s lijeve, srbijanske obale Dunava, kao i da je bombardirana iz zraka, pri čemu je opisala incident iz listopada s bombom koja je probila sve etaže bolnice i neeksplodirana završila na krevetu jednog pacijenta u podrumu. Tužitelj Marks Moore je na početku njezinog iskaza prikazao video snimke iz bolnice od 20. studenoga 1991. godine, na kojima su hodnici u prizemlju i podrumsko stubište ispunjeni stotinama civila koji su u njoj potražili utočište, očekujući da će biti evakuirani pod nadzorom međunarodnih promatrača. Na snimci su i podrumske prostorije ispunjene krevetima s ranjenicima i bolesnicima, od kojih su neki ležali i na podu. Dr. Bosanac je naglasila kako je "kompletna medicinska dokumentacija nakon okupacije odnesena iz bolnice", te zatražila da ICTY zatraži njezin povratak, naznačivši da se navodno nalazi na Vojnomedicinskoj akademiji u Beogradu.

## Presude
Dana 27. rujna 2007. godine Međunarodni sud za ratne zločine počinjene na području bivše Jugoslavije osudio je Milu Mrkšića na 20 godina zatvora zbog ubojstva i mučenja civila, dok je Veselin Šljivančanin osuđen na pet godina zatvora zbog dokazanih optužbi za mučenje. Međutim, 2009. godine, kada je Šljivančanin trebao biti pušten iz zatvora, sudac Theodor Meron mu je utrostručio kaznu s 5 na 17 godina te ga vratio natrag u zatvor. Godine 2010., osuđen je na 10 godina zatvora. Željko Ražnatović "Arkan" također je optužen za pokolj, ali je ubijen prije pokretanja postupka. Četvrti optuženik, Slavko Dokmanović, nekadašnji predsjednik općine Vukovara, počinio je samoubojstvo u pritvoru u Haagu, 1998. godine. Miroslav Radić oslobođen je optužbi.
Vojislav Šešelj je također optužen da je zapovijedao ili potaknuo vojnike da počine masakr.
Međunarodni sud je naveo sljedeće o događajima na Ovčari:
»Otprilike 21. studenoga 1991., srpske vojne snage odstranile su otprilike 255 Hrvata i ostalih ne-Srba iz vukovarske bolnice nakon srpskog zauzimanja grada. Žrtve su deportirane u farmu Ovčara, otprilike 5 km južno od Vukovara. Tamo su članovi srpske vojske tukli i mučili žrtve satima. Navečer 21. studenoga 1991., vojnici su deportirali žrtve u skupinama po 10-20 do udaljene lokacije za smaknuća, između Ovčare i Grabova, gdje su ih strijeljali i ubili. Njihova tijela su zakopana u masovnoj grobnici.«
U pravomoćnoj presudi protiv Mile Mrkšića 2009. godine, Međunarodni sud naveo je sljedeće:
»Nakon što je Mrkšić naredio JNA da se povuče sa Ovčare, zarobljenici su ostavljeni u rukama pripadnika paravojske koji su gajili krajnju mržnju prema svojem neprijatelju, Hrvatskoj vojsci, dopuštajući im da se njihova želja za osvetom ostvari bez suzdržavanja. Zarobljenici su udaljeni iz hangara, odvedeni u grupama od po 10-20 muškaraca u kamionu do lokacije gdje je iskopana velika jama, a potom je najmanje 194 od njih smaknuto a njihovi leševi su ostali zakopani u masovnoj grobnici te ostali neotkriveni nekoliko godina.«
Dana 4. prosinca 2003. godine, tužiteljstvo za ratne zločine Srbije optužilo je Miroljuba Vujovića i 15 drugih osoba za ratni zločin protiv vojnih zarobljenika u Ovčari. Godine 2004., dodatno su optuženi i Milan Lazunčanin te Predrag Dragović. Svih 18 optužbi spojene su u jedan slučaj. U optužnici se navodi:
»Optuženicima se stavlja na teret da su na poljoprivrednom dobru Ovčara kod Vukovara, kao pripadnici Teritorijalne obrane (u daljnjem tekstu TO) Vukovara koja je bila u sastavu tadašnje Jugoslavenske narodne armije (u daljem tekstu JNA), i dobrovoljačkog odreda “Leva supoderica”, u vremenu od 20. studenoga do 21. studenoga 1991. godine, od popodnevnih do ranih jutarnjih sati, kršeći pravila međunarodnog prava, za vrijeme oružanog sukoba...organizirali i naredili, odnosno počinili ubojstva i nečovječno postupali prema pripadnicima oružanih snaga i drugim osobama koje pripadaju u oružane snage, odnosno prate oružane snage, iako neposredno ne ulaze u njihov sastav, a kojim djelima su povrijedili osobno dostojanstvo 192 osobe, i s izravnom ih namjerom (stari naziv “izravni umišljaj") lišili života i zakopali na poljoprivrednom dobru Ovčara kod Vukovara, čime su izvršili kazneno djelo ratnog zločina protiv ratnih zarobljenika iz članka 144. KZ SFRJ.«
Optuženi Ivan Atanasijević priznao je zločin:
»Nakon sat vremena je vidio izvođenje još jedne grupe od 30-40 zarobljenika. U hangaru je tada bilo još 60, 70, zarobljenika. S tom grupom su išli pokojni Zorić, pripadnik TO Vukovar, i jedan od svjedoka - suradnika. Zorić je sa zarobljenicima ušao u prikolicu traktora. Čuo je da zarobljenici trebaju ići u sabirni centar u «Veleprometu» pa je i on ušao u prikolicu. Nakon 15-ak minuta traktor je stao, rečeno im je da iziđu. Kad je izišao, vidio je 40-50 osoba u uniformi, stajali su pored velike jame, u kojoj su ležala tijela do tada strijeljanih zarobljenika. Nije poznavao osobe u uniformi. Vidio je kako je formiran strijeljački stroj, da su zarobljenici ubijani s udaljenosti od 2-3 m. Bili su u grupama od 7-8 zarobljenika, postrojenih ispred jame, licem okrenuti prema jami. Jedan od zarobljenika je pokušao pobjeći iz prikolice, no ubili su ga. Optuženik je bio šokiran prizorom, cijelo vrijeme stajao je sa strane. „Topola“ ga je udario u leđa, uhvatio za ruku i doveo do sredine jame, naredivši mu: „Stani tu, moraš pucati na svoje“. Optuženik je pod uperenom puškom u leđa bio prisiljen pucati u zarobljenika ispred sebe.«
Sudski postupak završio je 2005. godine kada je 15 optuženih proglašeno krivima te dobilo zatvorske kazne od 5 do 20 godina. Međutim, srpski vrhovni sud poništio je presudu i vratio cijeli slučaj na ponovno suđenje.
Godine 2008., srpska policija uhitila je Milorada Pejića zbog sumnje u sudjelovanju u zločinima u Ovčari.
U ponovljenom postupku 2009. godine, prvooptuženi i nekadašnji zapovjednik Teritorijalne obrane Vukovara Miroljub Vujović osuđen je na 20 godina zatvora. Istu zatvorsku kaznu dobili su i drugooptuženi Stanko Vujanović, Predrag Milojević, Đorđe Šošić, Miroslav Đanković, Ivan Atanasijević i Saša Radak. Milan Lančužanin i Predrag Dragović, koji su u prvom postupku osuđeni na po 20 godina zatvora, u ponovljenom postupku osuđeni su na 6, odnosno 5 godina zatvora. Milan Vojinović osuđen je na 15 godina zatvora, Jovica Perić na 13, a Goran Mugoša na pet godina. Jedina žena među optuženima, Nada Kalaba, kao i u prvom postupku, osuđena je na devet godina zatvora. Optužbe su oslobođeni Vujo Zlatar, Predrag Mađarac, Marko Ljuboja i Slobodan Katić, kao i Milorad Pejić.
Dana 7. listopada 2020. godine na području Vukovarsko-srijemske županije policija je privela 10-ak osoba kao dio završnog policijskog kriminalističkog istraživanja vezanog uz počinjenje ratnog zločina na Ovčari.

## Tadićev posjet Vukovaru
Dana 4. studenoga 2010. godine srbijanski predsjednik Boris Tadić posjetio je, uz pratnju hrvatskog predsjednika Ive Josipovića, Ovčaru, gdje se poklonio žrtvama. U trenutku posjete Ovčari vukovarske majke demonstrativno su im okrenule leđa, jer su smatrale da je ovaj pokušaj isprike još jedan u nizu pokušaja izjednačavanja žrtve i agresora, te da ukažu na podatak da se u Vukovaru i okolici još uvijek traga za 436 nestalih žrtava velikosrpske agresije. Tadić je prvi predsjednik Srbije koji je došao odati počast stradalima na tom mjestu. Najprije je otišao na sastanak u Gradsko poglavarstvo, gdje je predao jedan mali dio dokumenata ukradenih iz vukovarske bolnice 1991. godine. Dvojica predsjednika potom su se vratila u Vukovar. U palači Srijem dočekala ih je predsjednica Vlade Jadranka Kosor. Nakon tog sastanka Josipović i Tadić iz Vukovara su se uputili u Paulin Dvor gdje se hrvatski predsjednik poklonio srpskim žrtvama, potvrđujući tvrdnje Vukovarskih majki. U svojem govoru Tadić je izjavio:
»Ovdje sam da, poklanjajući se žrtvama, još jedanput uputim riječ isprike, da iskažem žaljenje i stvorim mogućnost da Srbija i Hrvatska okrenu novu stranicu povijesti, da se stvore mogućnosti da naša djeca budu rasterećena njezina bremena, da uspostavim politiku dobrosusjedsva i suradnje, koja otvara ljudima mogućnosti – politiku koja je sasvim suprotna politici 90-ih.«
Tadićev nasljednik na mjestu predsjednika Republike Srbije, Tomislav Nikolić, četnički vojvoda, izjavljuje 2012. godine za novine Frankfurter Allgemeine Zeitung da se Hrvati nemaju što vraćati u Vukovar "jer je to bio srpski grad", te time pokazao da motivi i razmišljanja ostaju ista i nakon 20 godina agresije na Vukovar.

## U umjetnosti
Nekoliko hrvatskih dokumentarnih i igranih filmova tematizira pokolj u Ovčari (pr. Šesti autobus).

## Galerija
- Spomen ploča
- Spomen dom Ovčara
- Spomen dom Ovčara
- Spomen ploča na Spomen domu Ovčara
- Spomenik žrtvama Domovinskoga rata na mjestu masovne grobnice na Ovčari
- Datalj Spomenika žrtvama Domovinskoga rata na mjestu masovne grobnice na Ovčari

## Imena ubijenih i nestalih žrtava Ovčare
- Dodatak:Imena ubijenih i nestalih žrtava Ovčare